# Semillas comestibles

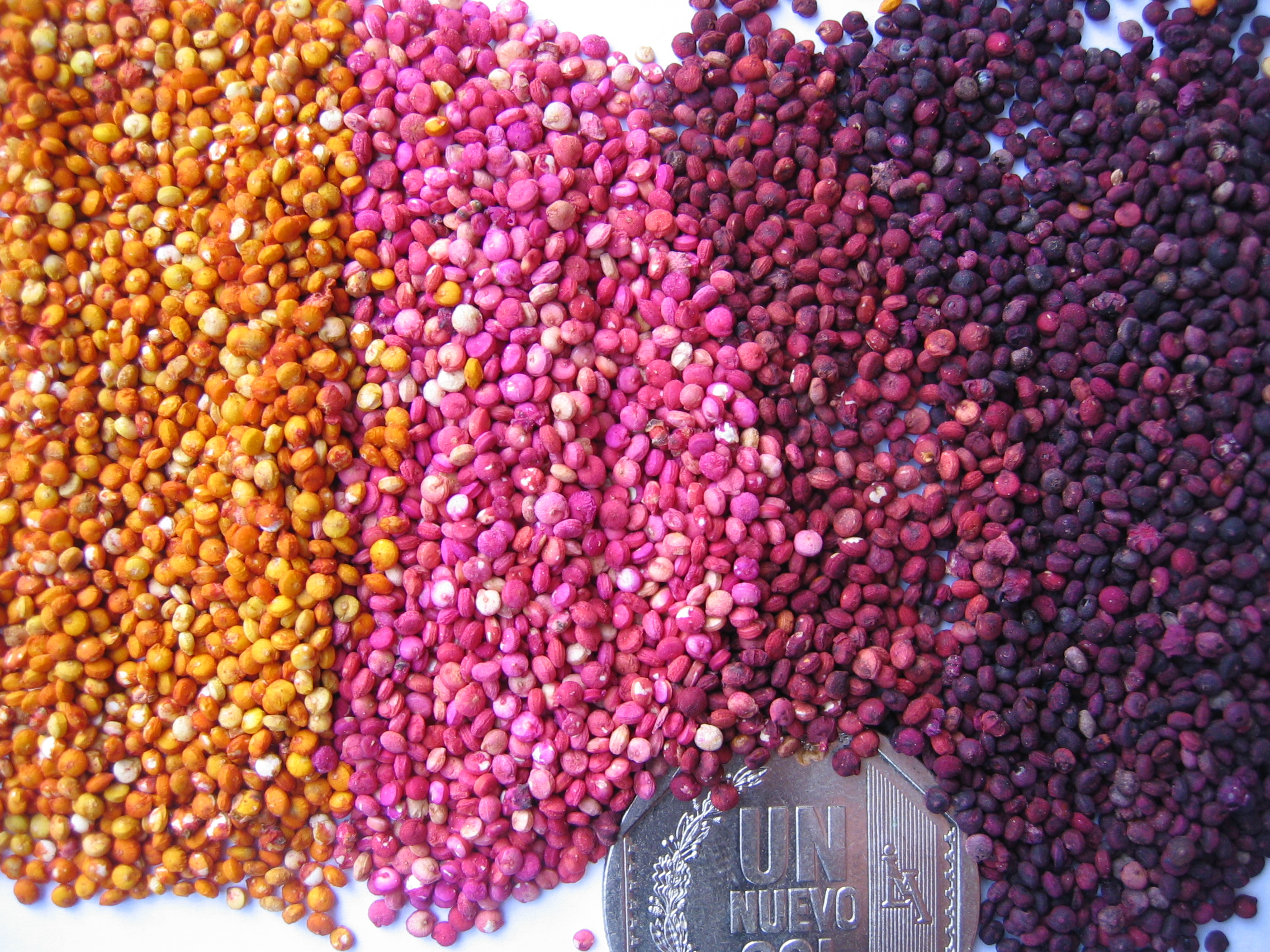
Quinoa, un pseudocereal.

Las semillas comestibles proceden de especies diversas. De las seis partes principales de las plantas, las semillas son la fuente dominante de calorías y proteínas humanas. Las otra cinco partes principales de la planta son la raíz, los tallos, las hojas, las flores y los frutos. La mayoría de las semillas comestibles son angiospermas, pocas son gimnospermas. La fuente más importante de alimento mundial de semillas en peso, es cereal, seguido de legumbres y nueces.
La lista se divide en las siguientes categorías: 
- Legumbres: Incluyen frijoles y semillas blandas ricas en contenido proteico.
- Cereal (o granos): Son cultivos de hierbas y estos se cultivan por sus semillas. Esas semillas son a menudo molidas para obtener harina. Los cereales proveen casi la mitad de todas las calorías consumidas en el mundo.[3] Botánicamente, los verdaderos cereales son miembros de la Poaceae, la verdadera familia de hierbas.
- Pseudocereal: Son herbáceas aunque gastronómicamente se traten como cereales.
- Nueces: Botánicamente, son un tipo específico de fruto, pero el término también se aplica a muchas semillas comestibles que no son nueces en un sentido botánico.
- Gimnospermas: Producen nuez como semilla pero no flor ni fruto.

## Legumbres

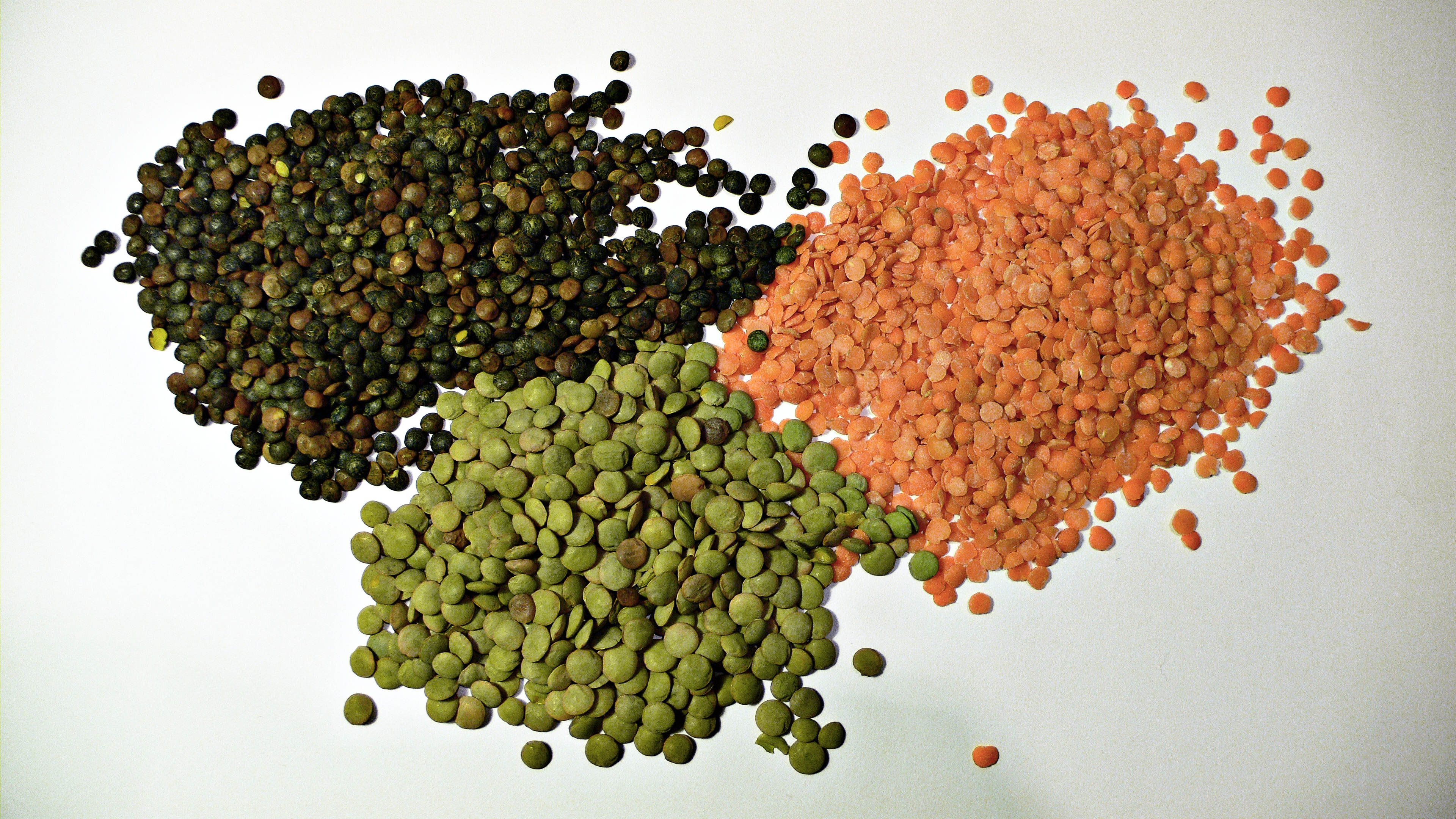
Lentejas.

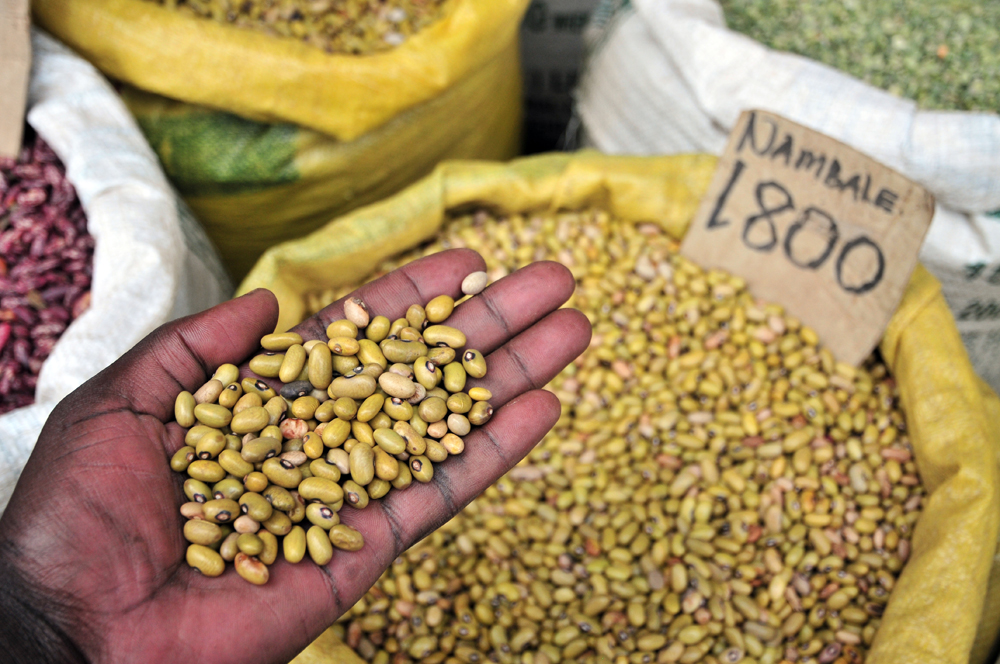
Frijoles en un mercado.

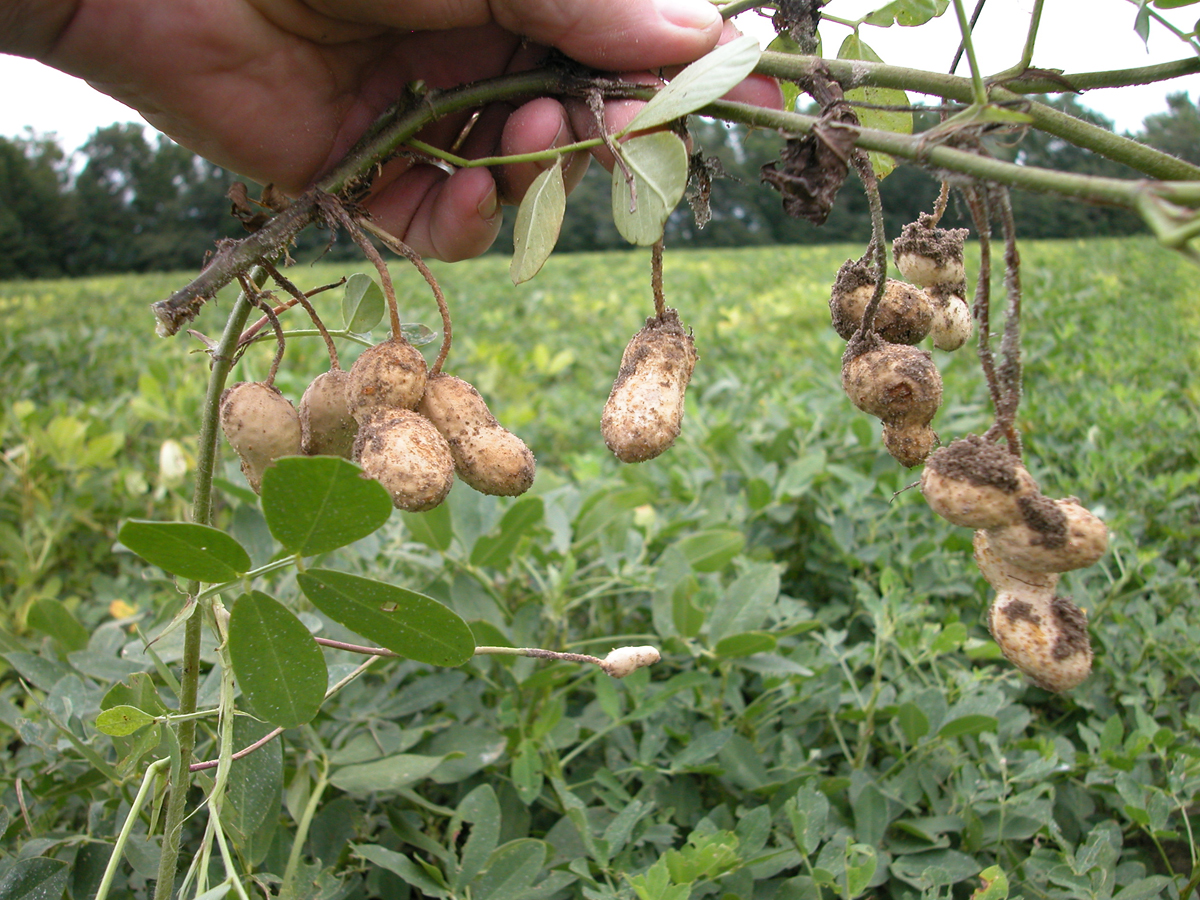
Cacahuetes recién sacados.

Frijoles y otras legumbres, o leguminosas, incluyen:
- Vigna subterranea
- Garbanzo
- Caupí
- Frijoles
- Vainita
- Alfalfa
- Habas
- Almorta
- Azuki
- Frijol de Egipto
- Lupino
- Arveja
- Cacahuate, también conocidas como Maní.
- Guandú
- Soya
- Grano de terciopelo
- Frijol alado
- Lentejas

Sin embargo, algunos frijoles pueden ser consumidos crudos y otros tienen que ser calentados antes de ser consumidos. En ciertas culturas, los frijoles que necesitan ser calentados son inicialmente preparados como pastel de semillas. Los frijoles que necesitan ser calentados incluye:

## Cereales

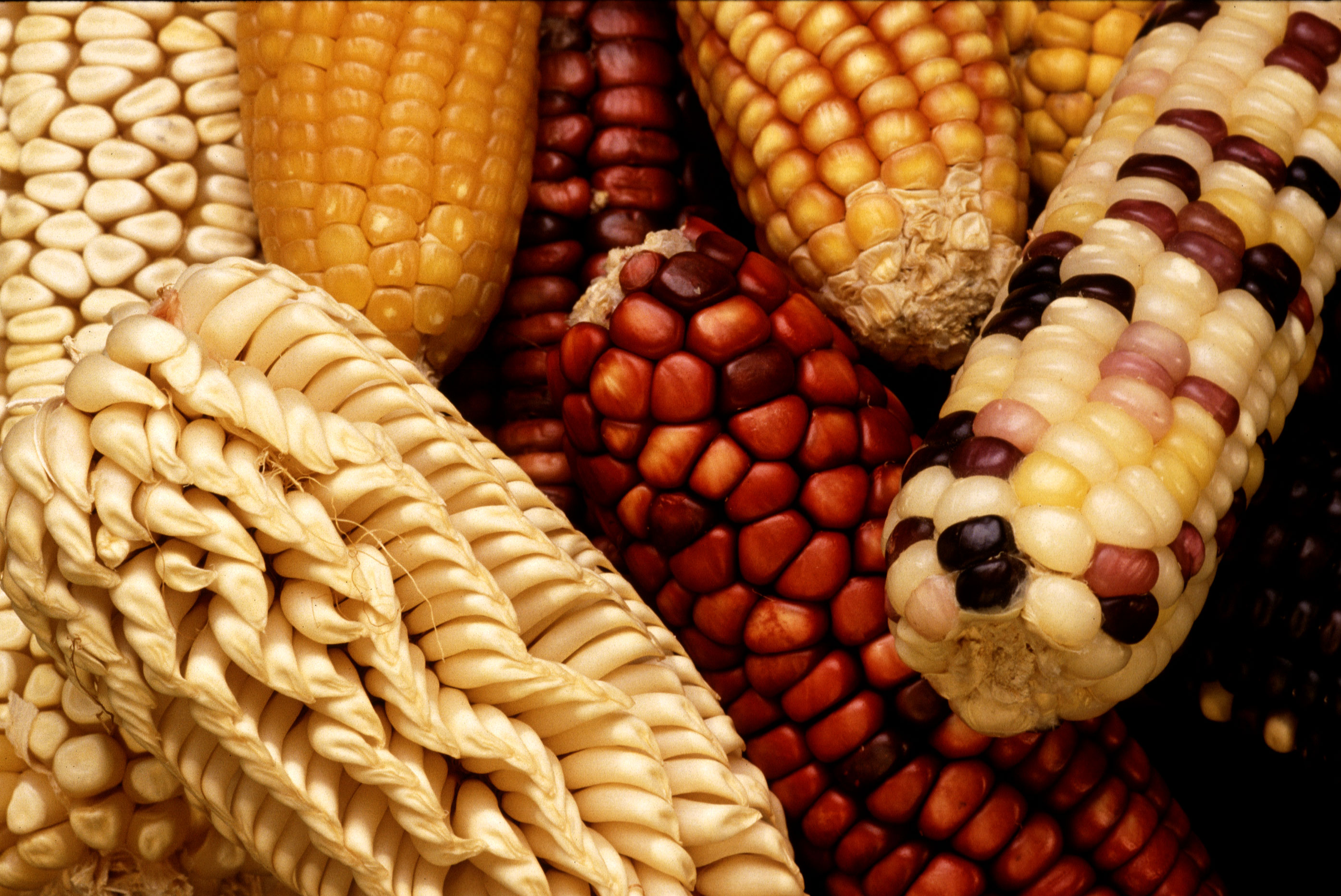
Maíz

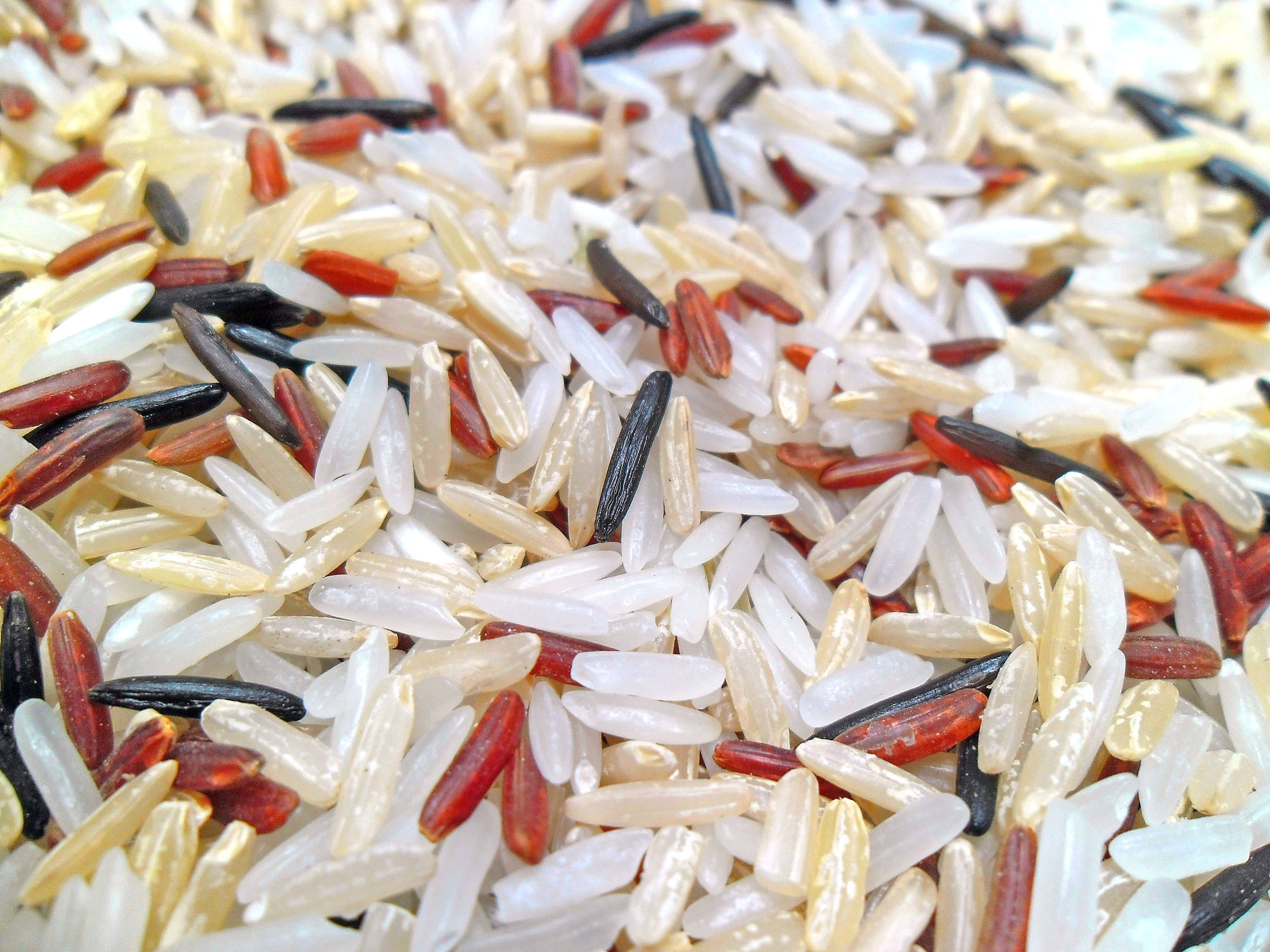
Una mezcla de arroces, incluyendo el marrón, blanco, rojo indica y silvestre. (Zizania

Los cereales verdaderos son de cierto tipo de semillas de hierba. Maíz, trigo y arroz que cuenta cerca de la mitad de las calorías consumidas por las personas cada año. Los granos pueden ser molidos para poder hacer pan, pastel, fideos, y otros productos alimenticios. Estos pueden ser hervidos o cocidos, o completamente molidos y comerlos tal cual. Muchos de los cereales están o han estado en los alimentos básicos, proveen una larga parte de las calorías en los lugares en donde se consumen. Los cereales incluyen:
- Cebada
- Mijo fonio
- Maíz
- Avena
- Distichlis palmeri
- Mijo perla
- Arroz
- Centeno
- Sorgo
- Espelta
- Teff
- Cereal híbrido
- Trigo
- Wild rice

Otras hierbas con semillas comestibles incluyen:
- Astrebla pectinata – barley Mitchell grass
- Brachiaria piligera – wattle signalgrass
- Eragrostis eriopoda – woollybutt grass
- Panicum especies, como native millet (Panicum decompositum) y  hairy panic (P. effusum)
- Themeda triandra – kangaroo grass
- Yakirra australiensis – bunch panic

### Pseudocereales

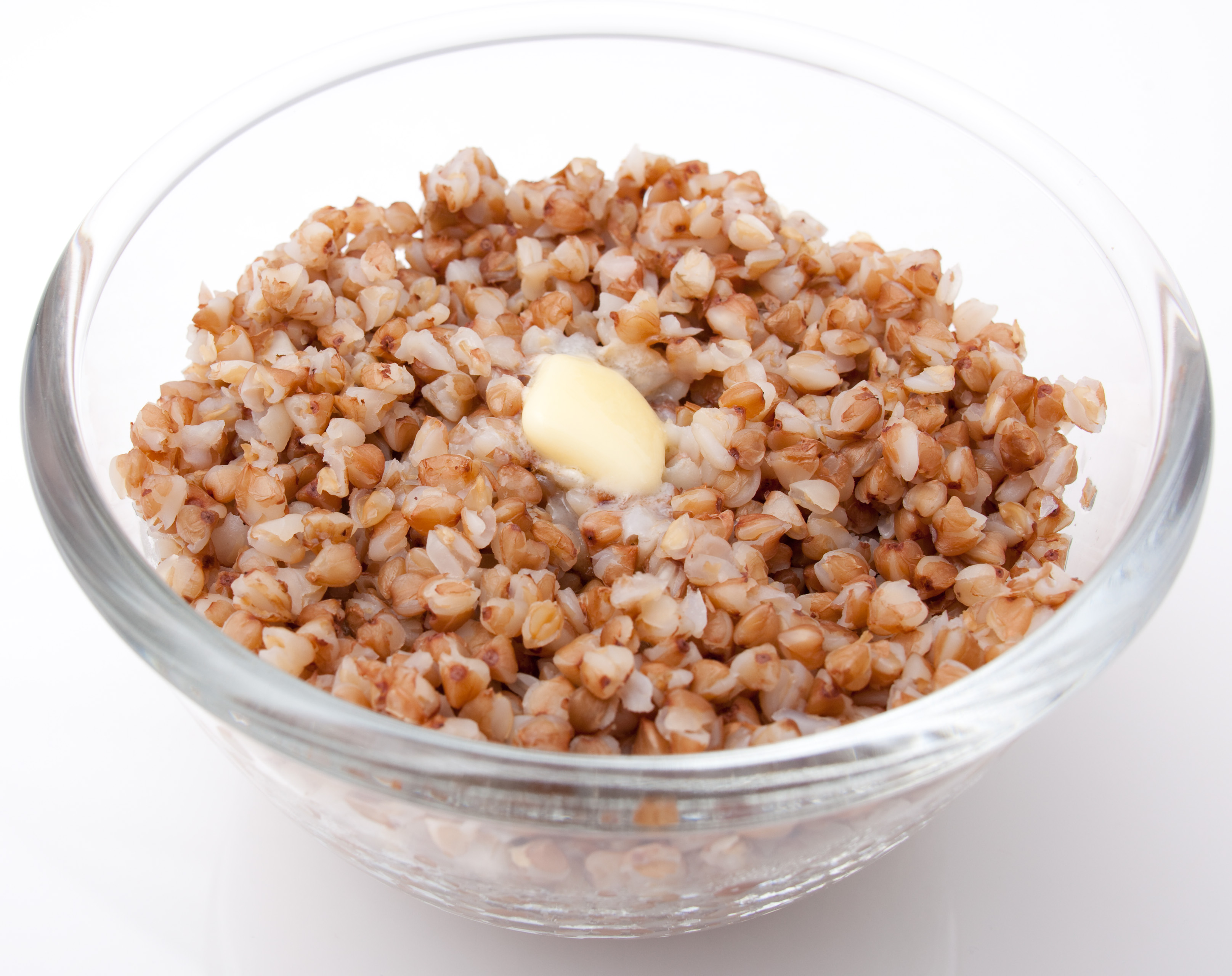
Cooked buckwheat

- Ojoche
- Alforfón
- Espadaña
- Chia
- Flax
- Amaranto
- Hanza
- Kañiwa
- Huauzontle
- Quínoa
- Sésamo

## Nueces

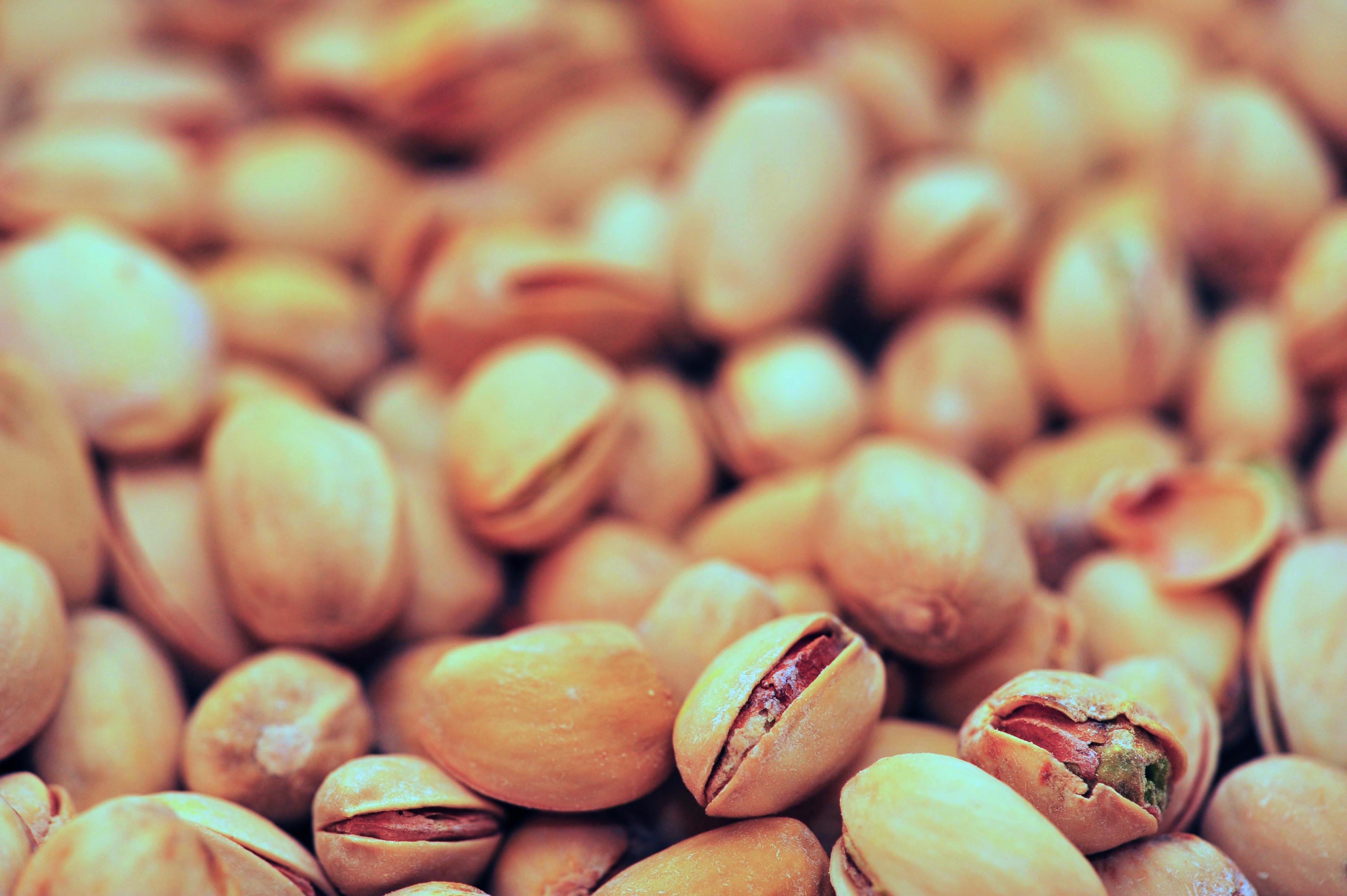
Pistachos

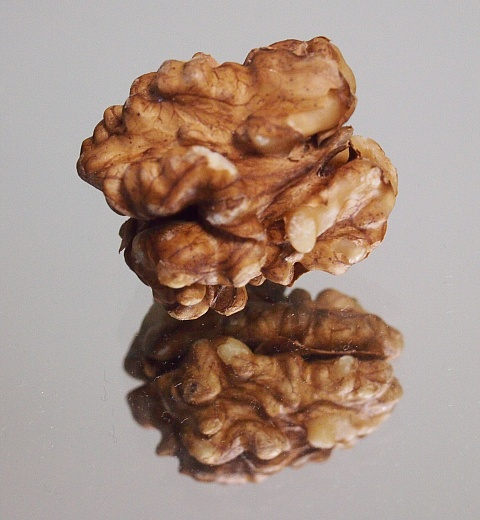
Nuez de castilla

De acuerdo con la definición botánica, nueces son un tipo particular de semillas. Castañas, avellanas, y bellotas son ejemplos de nueces bajo esta definición. En términos culinarios, de tal manera, El término es más usado para incluir frutos que no son botánicamente calificados como nueces, pero tienen un rol culinario y una apariencia similar. Ejemplos de nueces culinarios incluyen almendras, cocos y castañas de acajú.
- Bellota
- Almendra
- Haya
- Nuez de Brasil
- Castaña de cajú o nuez de la India (no confundir con Aleurites moluccana)
- Coco
- Pepitas y otros melón semillas, incluyen:
  - Granada
  - Cidra
  - Pipa de calabaza
  - Calabacita
- Gevuina
- Avellanas, incluyen:
- Avellano
- Hickory, incluyen:
  - Pacana o nuez pecana
  - Nuez de la isla
- Jiocria avada
- Nuez de cola
- Macadamia
- Almendra malabar
- Castaño de guinea
- Limoncillo
- Mongongo
- Ogbono
- Supucia
- Canarium ovatum
- Pistacho
- Nogales (nuez de Castilla), incluyen:
- Nogal negro
- Castaña de agua

### Semillas nuez-gimnosperma
- Cícadas

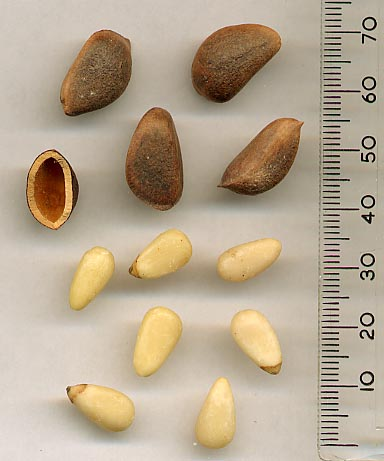
Piñones

- Ginkgo biloba o árbol de los cuarenta escudos
- Gnetum
- Enebros
- Castaño japonés
- Araucaria araucana
- Piñón, incluye
  - Pino brasil
  - Pino Himalaya
  - Pino Corea
  - Pino Mexicano
  - Pináceas
  - Pinomonoaguja
  - Piñonero
- Coníferas

## Otros
- Cempedak
- Granos de chocolate
- Granos de café
- Durian
- Fox nut
- Hachís
- Árbol Jack
- Semillas de loto
- Semillas de Girasol

## Futuras lecturas
- Bailey, L.H., Bailey, E.Z. and Bailey Hortorium Staff (1976). Hortus Third. New York: Macmillan.
- Lewington, A. (1990). Plants for People. Cambridge, MA: Oxford University Press.

- Datos: Q16915422